# Torricella Sicura
Torricella Sicura ist eine kleine Stadt in der Provinz Teramo. Sie hat 2413 Einwohner (Stand 31. Dezember 2023) und liegt etwa 6 km von Teramo-Stadt entfernt, in der Region Abruzzo, Zentralitalien. Die Einwohner werden „Torricellesi“ genannt. Die Ortschaft ist Mitglied der Comunità Montana della Laga.
Torricella Sicura ist auch bekannt für sein Folkloremuseum. Es verfügt über 16.000 Ausstellungsstücke, die in drei Sektoren gegliedert sind: eine alte Familie der Stadt, alte Teile für Landwerk (1800 und 1900) und ein virtuelles Museum mit präzisen Informationen über die Jobs und Aktivitäten der früheren Einwohner. Gino Di Benedetto hat das Museum realisiert und präsentiert das virtuelle Museum auf einer Internet-Website.